# Твырдица (Бургасская область)
Твырдица (болг. Твърдица) — село в Бургасской области Болгарии. Входит в состав общины Бургас.

## География
Село находится в 11 километрах к югу от центра города Бургас, в 1,5 километрах к востоку от водохранилища Мандра, в 1,5 километрах к юго-западу от озера Узунгерен, в 4 километрах к юго-западу от Бургасского залива Чёрного моря.

## Население
Преобладающая национальность среди жителей Твырдицы — болгары.
|  |

| Год     | 1934 | 1946 | 1956 | 1965 | 1975 | 1985 | 1992 | 2001 | 2011 |
| ------- | ---- | ---- | ---- | ---- | ---- | ---- | ---- | ---- | ---- |
| Жителей | 501  | 659  | 683  | 573  | 567  | 501  | 500  | 490  | 488  |